# Victor Martin (Philologe)
Victor Martin (* 11. November 1886 in Genf; † 18. August 1964 ebenda) war ein Schweizer Klassischer Philologe (Gräzist) und Papyrologe.
Martin, Sohn des Genfer evangelischen Theologen Ernest Martin (1849–1910), studierte Klassische Philologie an der Universität Genf und erwarb 1907 die licence. Nach Studienaufenthalten in Deutschland und Oxford wurde er 1911 an der Universität Genf promoviert. Von 1918 bis 1958 war er als Nachfolger seines Lehrers Jules Nicole (1842–1921) Professor für griechische Sprache, Literatur und Geschichte an derselben Universität. In den Jahren 1938 bis 1940 war er Rektor dieser Universität. 1957 wurde er Mitglied der Académie des Inscriptions et Belles-Lettres. 1960 erhielt er die Ehrendoktorwürde der Universität Basel. Er war mit Cécile Bouthillier de Beaumont, der Tochter des Ingenieurs Ernest de Beaumont (1855–1909), verheiratet. Einer seiner Schüler war Jean Rudhardt.
Martin arbeitete hauptsächlich an der Edition von Papyri des British Museum, der Bibliothèque Publique et Universitaire de Genève und insbesondere der Bibliotheca Bodmeriana (letztere publizierte er in der Reihe der Papyri Bodmer, sowohl antike griechische der Ilias und des Menander als auch biblische Papyri). 1958 gab er die editio princeps der auf Papyrus beinahe vollständig wiederentdeckten Komödie Dyskolos des Menander (Papyrus Bodmer IV) heraus. 1927 hatte er mit Guy de Budé den attischen Redner Aischines ediert und übersetzt.

## Schriften (Auswahl)
- (Hrsg.): Eschine. Discours. Texte établi et traduit par Victor Martin et Guy de Budé (= Collection des Universités de France, Série grecque). 2 Bände. Les Belles Lettres, Paris 1927.
- Quatre figures de la poésie grecque. Delachaux et Niestlé, Neuchâtel/Paris, ohne Jahr (1931). – Rezensionen von Marie Delcourt: L’Antiquité Classique. 1934, S. 533–534 (online); Georges Mathieu: Revue des Études Anciennes. 34, 1932, S. 102–103 (online).
- La Vie Internationale dans la Grèce des Cités VIe – IVe s. av. J.–C. Genf 1940.
- Ménandre, Le Dyscolos. Biblioteca Bodmeriana, Cologny 1958.